# Малый Толмачёвский переулок
Малый Толмачёвский переулок (в XVII—XVIII веках Мухина улица) в районе Якиманка Центрального административного округа города Москвы проходит от Кадашёвской набережной до Большого Толмачёвского переулка. Нечётную (восточную) стороны переулка занимают «новые» постройки Государственной Третьяковской галереи.

## Происхождение названия
По поселению толмачей (переводчиков), обслуживавших замоскворецких татар-ордынцев XIV—XVI веков. Поселение «Старые Толмачи», датированное XIV веком, изначально располагалось восточнее современной Ордынки (современный Старый Толмачёвский переулок) и переместилось в район нынешнего Большого Толмачёвского переулка в XV—XVI веках.

## История
Главная статья: Кадашёвская слобода
Мухина улица в XVI—XVII веках была основной связью между двумя замоскворецкими слободами — Кадашёвской (вдоль старицы реки Москвы), привилегированной и одной из крупнейших в городе, и небольшой Толмачёвской слободой (по Николаевской улице, нынешнему Большому Толмачёвскому переулку). Однако, по исследованиям археологов, проезжая дорога на месте нынешнего переулка — не моложе XIV века.
В XIV веке по трассе переулка проходила дорога от перевоза через реку Москву у Тайницкой башни Кремля — к старым Толмачам, выходившая на старую, не существующую сегодня, дорогу в Орду. Начинаясь там же, где начинается современная Ордынка, эта дорога далее отклонялась к юго-востоку, примерно по линии современной Новокузнецкой улицы. Эта планировка Замоскворечья просуществовала до конца XVI века; с устройством «живого моста» в районе современного Балчуга перевоз у Тайницкой башни прекратил существование, и Мухина улица стала внутрислободским проездом.
В первой трети XVII века уличная сеть Замоскворечья приобрела современный облик в связи с разрушениями Смутного времени и устройством валов и застав Земляного города. На пепелище появились Ордынка и Полянка в современном представлении, их новые трассы были привязаны к Серпуховской заставе, а Мухина улица осталась на месте. Между 1612 и 1625 на углу Мухиной и Николаевской улиц был выстроен и первый деревянный Храм святителя Николая в Толмачах (известный также как Духовской, или Сошественский, по главному престолу Сошествия св. Духа). В 1658—1661 по трассе нынешнего Старомонетного переулка (дома 5 — 9) был выстроен новый Хамовный двор, разорвавший сквозное движение по Приказной улице (Старомонетный переулок), и тем самым поднявший значение проезжей Мухиной улицы. Параллельный Лаврушинский переулок (в те времена — Хохлова, она же Попкова, улица) был пробит до Николаевской улицы только в 1767—1772. Тогда, же, на основе «Прожектированного чертежа» Никола Леграна был устроен Водоотводный канал и парадный фронт домов по Кадашёвской набережной, уничтоженный в 1994.
В 1980-е — 2000-е годы застройка нечётной стороны переулка (в том числе «щусевские» корпуса ГТГ 1930-х годов) была снесена; часть остаётся пустовать, часть (см. фото) занята глухой стеной новых корпусов ГТГ. В конце 2007 года обнародованы планы по застройке северной части квартала Третьяковки. По предложению «Моспроекта-4» в Лаврушинском переулке и на Кадашёвской набережной будет воссоздан сплошной фронт застройки, причём со стеклянным куполом; по Малому Толмачёвскому переулку будет выстроена ещё одна глухая стена.
Застройка по чётной стороне — «реконструирована» в последнее десятилетие. Относительно нетронутым остаётся только восточный угол Малого и Большого Толмачёвских переулков; здесь несколько двухэтажных домов сохраняют традиционный масштаб.
В ноябре 2013 года Малый Толмачёвский переулок стал пешеходным, движение транспорта по нему полностью закрыто.

## Здания и сооружения
По нечётной стороне:
- Государственная Третьяковская галерея. В переулок выходят задние фасады новых корпусов галереи, построенные в 1980-е — 1990-е гг., в также бывший Дом Соколикова, в котором сейчас располагается администрация галереи[8].
- № 9 — Храм святителя Николая в Толмачах[9], построенный в 1690—1697 на средства кадашёвцев Кондратия и Лонгина Добрыниных на месте деревянного храма, известного с 1625. Храм сохранился при пожаре 1812 года, но, так как весь его приход выгорел, то службы возобновились только в 1814. Колокольня и трапезная в классических формах выстроены по проекту Ф. М. Шестакова в 1833—1834, ограду заменили в 1836. Сам же храм был перестроен по тому же шестаковскому проекту в 1856—1858. Алтарь и апсиды разобрали и выстроили заново, приподняв уровень сводов апсид; иконостас был заменён на точную копию прежнего. В 1929 закрытую церковь передали ГТГ, в 1930-е годы её переоборудовали под фондохранилище, разделив внутреннее пространство на этажи. Иконостас и ограда были уничтожены[10]

По чётной стороне:
- № 4 — палаты, построенные не менее 300 лет назад, в XIX веке переоформлены в эклектичном стиле[8].
- № 6 — доходный дом (1911, архитектор П. П. Висневский).
- № 8/11 стр.1 — городская усадьба Медынцевых-Ремизова, XIX век. Здесь родился и вырос А. М. Ремизов[9].

## Транспорт
- Станции метро «Третьяковская», «Полянка».